# Drambuie

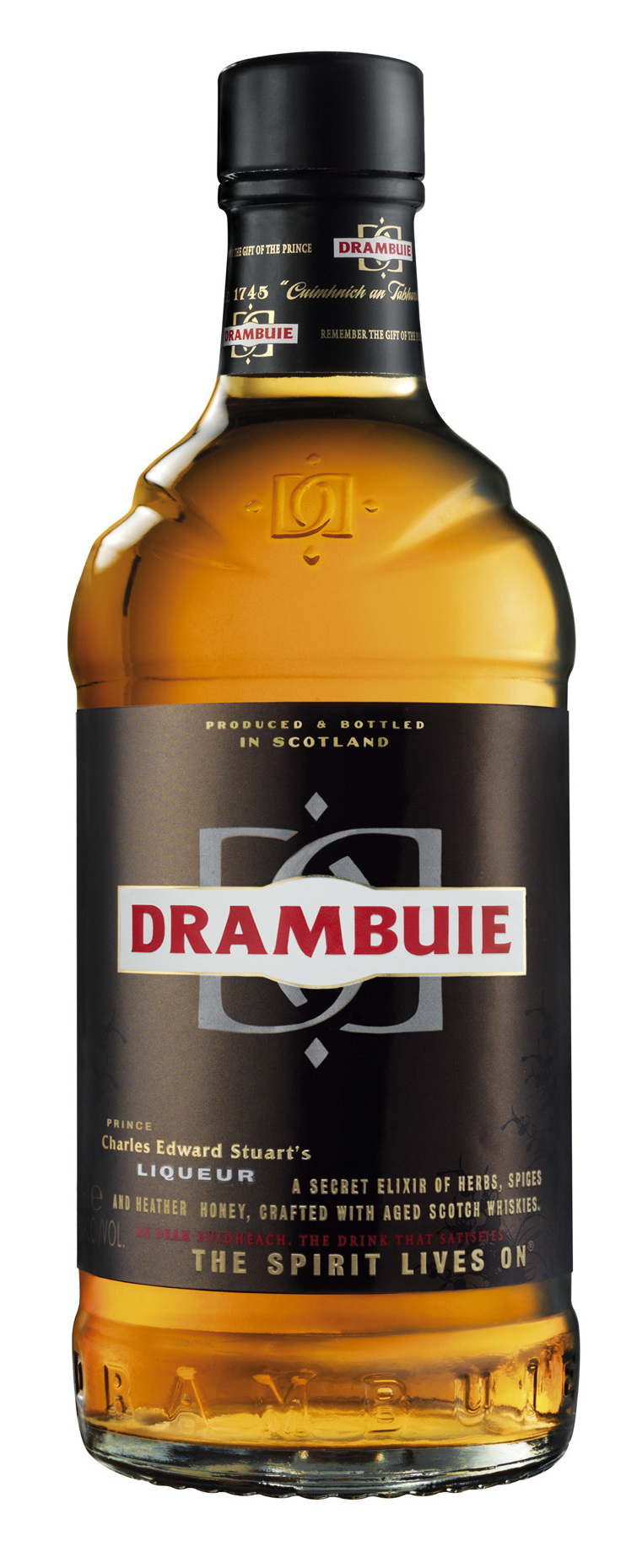
Drambuie

Drambuie (uttalas  IPA: /dræmˈbjuːi/ eller IPA: /dræmˈbuːi/) är en skotsk likör, gjord på maltwhisky, sötad med honung och kryddad med en hemlig blandning av örter. Ordet Drambuie kommer från gaeliskans "an dram buidheach" vilket betyder ungefär "drycken som behagar".

## Användning
Används bland annat i följande drinkar:
- Rusty Nail
- Libertine
- Embassy Royale